# Segundo Consistório Ordinário Público de 1824

## Cardeais Eleitores
| Nº                 | País               | Nome                                               | Idade              | Cargo                       | Título ou Diaconia                        |
| Cardeais eleitores | Cardeais eleitores | Cardeais eleitores                                 | Cardeais eleitores | Cardeais eleitores          | Cardeais eleitores                        |
| ------------------ | ------------------ | -------------------------------------------------- | ------------------ | --------------------------- | ----------------------------------------- |
| 1                  | Itália             | Karl Kajetan von Gaisruck                          | 55                 | Arcebispo de Milão          | Cardeal-presbítero de São Marcos          |
| 2                  | Portugal           | Patrício da Silva, O.S.A.                          | 67                 | Cardeal-Patriarca de Lisboa | Cardeal-presbítero                        |
| 3                  | Itália             | Teresio Maria Carlo Vittorio Ferrero della Marmora | 66                 | Bispo emérito de Saluzzo    | Cardeal-presbítero de São Tomé em Parione |

## Ligações Externas
- «Catholic Hierarchy» (em inglês)